# Raevyn Rogers
Raevyn Rogers (Houston, 7 september 1996) is een atlete uit de Verenigde Staten, die zich heeft toegelegd op de middellange afstand. Daarnaast komt zij ook goed uit de voeten op de lange sprint, want ook op de 4 × 400 m estafette boekte zij verschillende successen. Ze nam eenmaal deel aan de Olympische Spelen en veroverde bij die gelegenheid een bronzen medaille. Sinds 2018 is zij bovendien medehoudster van het wereldindoorrecord op de 4 x 800 m estafette.

## Loopbaan

### Goud en brons op WK U18
Rogers kwam al tijdens haar schooljaren in aanraking met de atletieksport en ontwikkelde zich hierin dusdanig, dat zij reeds in 2013, op zestienjarige leeftijd, twee medailles wist te veroveren op de wereldkampioenschappen voor junioratleten onder de achttien jaar in Donetsk. Ze werd derde op de 800 m en won vervolgens met haar ploeggenotes goud op de 4 x 400 m estafette.

### Bowerman Award
Nadat zij na haar middelbare school was gaan studeren aan de Universiteit van Oregon, boekte Rogers als lid van de Oregon Ducks, het universiteitsteam voor de vrouwen, vele successen onder de vlag van de NCAA. Zo werd zij onder meer in 2015, 2016 en 2917 NCAA-kampioene op de 800 m. In 2017 werd zij onderscheiden met de Bowerman Award, een onderscheiding die jaarlijks wordt uitgereikt aan de beste atleet en atlete onder de studenten. Ze had eerder dat jaar op de 800 m het 27-jaar oude NCAA-studentenrecord verbeterd en gebracht op 1.59,71. Dat jaar besloot zij om professioneel atlete te worden.
In 2018 nam Rogers deel aan de Noord-Amerikaanse, Centraal-Amerikaanse en Caribische (NACAC-)kampioenschappen in Toronto, waar zij op de 800 m met een vierde plaats net buiten het podium eindigde. Enkele maanden eerder was zij op de Amerikaanse kampioenschappen achter winnares Ajeé Wilson op de 800 m tweede geworden.

### Zilver op WK
Op de wereldkampioenschappen van 2019 behaalde Rogers een zilveren medaille op de 800 m.

### Olympisch brons
Op de Olympische Spelen van Tokio in 2021 nam Rogers deel aan de 800 m, waar ze een bronzen medaille behaalde.

## Titels
- NCAA-kampioene 800 m - 2015, 2016, 2017
- NCAA-kampioene 4 x 400 m - 2017
- Pan-Amerikaans U20 kampioene 800 m - 2015
- Pan-Amerikaans U20 kampioene 4 x 400 m - 2015
- Wereldkampioene U18 gemengde estafette - 2013

## Persoonlijke records
Outdoor
| Onderdeel   | Prestatie | Datum            | Plaats        |
| ----------- | --------- | ---------------- | ------------- |
| 400 m       | 52,06 s   | 4 mei 2018       | Eugene        |
| 800 m       | 1.56,81   | 3 augustus 2021  | Tokio         |
| 1000 m      | 2.37,10   | 14 augustus 2020 | Monaco        |
| 1500 m      | 4.14,25   | 15 mei 2021      | Irvine        |
| 1 Eng. mijl | 4.29,26   | 18 juli 2021     | Mission Viejo |

Indoor
| Onderdeel | Prestatie | Datum            | Plaats       |
| --------- | --------- | ---------------- | ------------ |
| 400 m     | 53,19 s   | 12 februari 2016 | Alburquerque |
| 600 m     | 1.24,88   | 24 februari 2019 | New York     |
| 800 m     | 1.59,99   | 17 februari 2018 | Alburquerque |
| 1000 m    | 2.39,00   | 24 januari 2020  | Boston       |

## Palmares

### 800 m
- 2013:  WK U18 te Donetsk – 2.03,32
- 2015:  NCAA-kamp. – 1.59,71
- 2015:  Pan-Amerikaanse U20 kamp. te Edmonton – 2.04,62
- 2016:  NCAA-kamp. – 2.00,75
- 2016: 5e Amerikaanse Olympic Trials – 2.00,59
- 2017: 4e Amerikaanse kamp. – 2.00,18
- 2017:  NCAA-kamp. – 2.00,02
- 2018:  Amerikaanse indoorkamp. – 2.01,74
- 2018: 5e WK indoor – 2.01,44
- 2018: 4e NACAC kamp. te Toronto – 2.00,75
- 2018:  Amerikaanse kamp. – 1.58,57
- 2019:  Amerikaanse kamp. – 1.58,84
- 2019:  WK – 1.58,18
- 2021:  Amerikaanse Olympic Trials – 1.57,66
- 2021:  OS – 1.56,81

Diamond League-podiumplaatsen
- 2019:  Prefontaine Classic - 1.58,65

### 4 x 400 m
- 2015:  Pan-Amerikaanse U20 kamp. te Edmonton – 3.31,49
- 2017:  NCAA-kamp. – 3.23,13
- 2018:  WK indoor – 3.23,85[3]

### gemengde estafette
- 2013:  WK U18 – 2.05,15

- World Athletics: 14378260